# كيه باكج
كيه باكج (بالإنجليزية: KPackage)‏ كان واجهة كيدي لتنظيم الحزم.
كان يدعم حزم بي إس دي، دبيان، جنتو، ار بي ام, وسلاكوير. ووفر واجهة رسومية للتعامل مع هذه الحزم، من إدارة، تحديث وتثبيت الحزم. بالإضافة إلى ذلك وفر وظائف لإدارة ذاكرة التخزين المؤقت للحزم.
كيه باكج كان جزءاً من كيدي ادمن, وكان يطور على كيدي.اورج.